# Język helong
Język helong (a. helon), także: kupang (a. kupong), semau – język austronezyjski używany w indonezyjskiej prowincji Małe Wyspy Sundajskie Wschodnie, w zachodniej części Timoru oraz na wyspie Semau. Według danych z 1997 roku posługuje się nim 14 tys. osób, członków ludu Helong.
Dzieli się na trzy dialekty: helong semau (helong pulau – „helong wyspiarski”), helong bolok i helong funai (czyli helong darat – „helong lądowy”). Dialekt semau jest właściwy dla wyspy Semau, a bolok i funai to odmiany używane na Timorze (obszar użycia bolok obejmuje Bolok i okoliczne wsi, a funai – rejon miasta Kupang). Różnice dialektalne są na tyle silne, że niekiedy zakłócają komunikację międzygrupową.
Potencjalnie zagrożony wymarciem. Odnotowano, że jest częściowo wypierany przez malajski Kupangu, do czego przyczyniają się kontakty z innymi grupami etnicznymi. Osłabieniu roli rodzimego języka sprzyja również napór języka indonezyjskiego. Częsta jest wielojęzyczność. W roli regionalnej lingua franca występuje także język meto, przy czym stwierdzono spadek jego użycia. Niemniej O. Edwards (2018) stwierdza, że dialekt funai pozostaje w powszechnym użyciu, choć może być zagrożony w perspektywie długoterminowej, ze względu na mniejszościowy charakter społeczności i zawieranie małżeństw mieszanych.
Istnieją pewne publikacje poświęcone temu językowi, w tym słownik (Kamus Pengantar Bahasa Helong, 1995) oraz opis gramatyki (Dialek Helong, 1977). Jest zapisywany alfabetem łacińskim.